# Оларія (футбольний клуб)
«Оларія» (порт. Olaria) — бразильський спортивний клуб із однойменного району на півночі бразильського мегаполісу Ріо-де-Жанейро. Заснований 1 липня 1915 року як «Japonês Futebol Clube» (порт. «Японський футбольний клуб»), але перейменований на «Olaria Atlético Clube» того ж року, щоб звернути увагу на ширшу аудиторію. Клуб відомий перш за все своєю секцією футболу.